# Мокроус
Мокроус (на руски: Мокроус) е селище от градски тип в Русия, разположено във Фьодоровски район, Саратовска област. Населението му към 1 януари 2018 година е 6259 души.